# Fernando Purón Johnston
Fernando Purón Johnston (Piedras Negras, Coahuila; 1975-ib., 8 de junio de 2018) fue un político mexicano, miembro del Partido Revolucionario Institucional. Fue alcalde de la ciudad de Piedras Negras de 2014 a 2017.

## Biografía
Fernando Purón hijo de Luis Alfonso Puron Gutierrez y Maria Johnston, se desempeñó como secretario y vicepresidente de la Cámara de Comercio de Piedras Negras. En 2004 ingresó al servicio público como director de Imagen Urbana en la administración encabezada por el alcalde Claudio Mauro Bres Garza. A partir de 2006 y durante todo el gobierno de Jesús Mario Flores Garza fue director de la Plaza de las Culturas, y de 2010 a febrero de 2013 fue director de Obras Públicas en el ayuntamiento que presidía Oscar Fernando López Elizondo.
El 12 de febrero de 2013 solicitó su registro como precandidato del PRI a la presidencia municipal contando con el respaldo de miles de militantes y simpatizantes.
Una vez obtenida la candidatura presentó su registro ante IEPCC para participar en las elecciones de 2013 fue postulado candidato del PRI en alianza con VERDE y Nueva Alianza a presidente municipal de Piedras Negras, siendo elegido por más de 27 mil votos y tomando posesión del cargo el 1 de enero de 2014 para un periodo de cuatro años. Permaneció en el cargo hasta el 19 de diciembre de 2017, fecha en que solicitó y obtuvo licencia al mismo.

En 2018 fue postulado candidato de la coalición encabezada por el PRI a diputado federal por el Distrito 1 de Coahuila. El 8 de junio del mismo año y tras su asistencia a un debate con sus competidores a la diputación federal, fue asesinado al recibir un disparo en la cabeza, siendo trasladado de emergencia en una patrulla (ya que nunca llegó la ambulancia) al hospital más cercano, falleció en el trayecto.